# Oggetti smarriti (album)
Oggetti smarriti è un album del 1994 di Enrico Ruggeri

## Il disco
Le tracce girano tutte intorno, per le musiche e per i testi, al divorzio di Ruggeri da sua moglie Laura Ferrato; in copertina è presente Ruggeri tagliato di tre quarti e dall'altra parte un fuoco che brucia un violino, una foto e uno spartito.
Possono essere considerate tracce affini, o che lo integrano, a questo album anche L'altra madre e Non voglio crescere più (versione italiana di I don 't wanna grow up), incise da Fiorella Mannoia nell'album Gente comune, e Nel locale di jazz, incisa da Riccardo Cocciante nell'album Un uomo felice,  dello stesso anno, in quanto vi sono presenti vari riferimenti al divorzio in generale. L'album ottenne un discreto successo, in quanto risultò il 62º più venduto di quell'anno

## Tracce
1. Piccole persone – 3:53
2. Non piango più – 4:52
3. Lunghe strade dipinte – 3:59
4. Speranza – 3:55
5. L'orizzonte (di una donna sola) – 4:40
6. Non è una canzone d'amore – 4:18
7. Senza terra – 4:41
8. La vita davanti – 4:57
9. Cuori solitari – 5:00
10. Paranormale – 3:48
11. Oggetti smarriti – 3:55

## Formazione
- Enrico Ruggeri – voce
- Luigi Schiavone – chitarra
- Maurizio Camagna – programmazione
- Lorenzo Poli – basso
- Elio Rivagli – batteria, percussioni
- Alberto Tafuri – tastiera, pianoforte, arrangiamenti
- Roberto Vernetti – programmazione
- Tony Corraduzza, Marcello De Toffoli, Paola Folli, Salvatore Scala, Giuseppe Gadau, Martina Marazzi,Max Visconti Santoro– cori

## Classifiche

### Classifiche settimanali
| Classifica (1994) | Posizione massima |
| ----------------- | ----------------- |
| Europa            | 69                |
| Italia            | 7                 |